# Leonardo Mayer
Leonardo Mayer (Corrientes, 15 mei 1987) is een voormalig Argentijns tennisspeler. Hij behaalde zijn hoogste plaats op de ATP-ranglijst (nummer 21) in juni 2015.
Mayer begon met tennis op de leeftijd van 9 jaar. Sinds hij prof is heeft hij twee ATP-toernooien op zijn naam geschreven. Zijn eerste grandslamtoernooi speelde hij op Roland Garros 2009. Hij versloeg hier in de eerste ronde de als 15e geplaatste Amerikaan James Blake. In de tweede ronde werd hij verslagen door de Duitser Tommy Haas. Zijn beste resultaat op een grandslamtoernooi is een plek in de vierde ronde op Wimbledon 2014 en Roland Garros 2019.

## Palmares
| Legenda                       | Legenda               |
| ----------------------------- | --------------------- |
| Grand Slam                    |                       |
| Olympische Spelen             |                       |
| tot 2009                      | vanaf 2009            |
| Tennis Masters Cup            | ATP Finals            |
| ATP Masters Series            | ATP Tour Masters 1000 |
| ATP International Series Gold | ATP Tour 500          |
| ATP International Series      | ATP Tour 250          |

### Enkelspel
| Nr.                  | Datum            | Toernooi         | Ondergrond | Tegenstander in finale | Score               | Details |
| -------------------- | ---------------- | ---------------- | ---------- | ---------------------- | ------------------- | ------- |
| gewonnen finales     |                  |                  |            |                        |                     |         |
| 1.                   | 14 juli 2014     | ATP Hamburg (1)  | Gravel     | David Ferrer           | 6-7(3), 6-1, 7-6(4) | Details |
| 2.                   | 30 juli 2017     | ATP Hamburg (2)  | Gravel     | Florian Mayer          | 6-4, 4-6, 6-3       | Details |
| verloren finales     |                  |                  |            |                        |                     |         |
| 1.                   | 9 februari 2014  | ATP Viña del Mar | Gravel     | Fabio Fognini          | 2-6, 4-6            | Details |
| 2.                   | 24 mei 2015      | ATP Nice         | Gravel     | Dominic Thiem          | 7-6(8), 5-7, 6-7(2) | Details |
| 3.                   | 29 juli 2018     | ATP Hamburg      | Gravel     | Nikoloz Basilasjvili   | 4-6, 6-0, 5-7       | Details |
| gewonnen challengers |                  |                  |            |                        |                     |         |
| 1.                   | 22 juli 2007     | Cuenca           | Gravel     | Thomaz Bellucci        | 6-3, 6-2            |         |
| 2.                   | 25 november 2007 | Puebla           | Hardcourt  | Dawid Olejniczak       | 6-1, 6-4            |         |
| 3.                   | 16 november 2008 | Medellín         | Hardcourt  | Sergio Roitman         | 6-4, 7-5            |         |
| 4.                   | 31 juli 2011     | Dortmund         | Gravel     | Thomas Schoorel        | 6-3, 6-2            |         |
| 5.                   | 2 oktober 2011   | Napels-2         | Gravel     | Alessandro Giannessi   | 6-3, 6-4            |         |
| 6.                   | 6 november 2011  | São Leopoldo     | Gravel     | Nikola Ciric           | 7-5, 7-6 (1)        |         |
| 7.                   | 11 november 2012 | Guayaquil (1)    | Gravel     | Paolo Lorenzi          | 6-2, 6-4            |         |
| 8.                   | 17 november 2013 | Guayaquil (2)    | Gravel     | Pedro Sousa            | 6-4, 7-5            |         |
| 9.                   | 28 augustus 2016 | Manerbio         | Gravel     | Filip Krajinović       | 7-6(3), 7-5         |         |

### Dubbelspel
| Nr.                              | Datum             | Toernooi          | Ondergrond | Partner              | Tegenstanders in finale            | Score             | Details |
| -------------------------------- | ----------------- | ----------------- | ---------- | -------------------- | ---------------------------------- | ----------------- | ------- |
| gewonnen finales herendubbelspel |                   |                   |            |                      |                                    |                   |         |
| 1.                               | 20 februari 2011  | ATP Buenos Aires  | Gravel     | Oliver Marach        | Franco Ferreiro André Sá           | 7–6(6), 6–3       | Details |
| verloren finales herendubbelspel |                   |                   |            |                      |                                    |                   |         |
| 1.                               | 14 februari 2010  | ATP San José      | Hardcourt  | Benjamin Becker      | Mardy Fish Sam Querrey             | 6-7(3), 5-7       | Details |
| 2.                               | 25 augustus 2012  | ATP Winston-Salem | Hardcourt  | Pablo Andújar        | Santiago González Scott Lipsky     | 3-6, 6-4, [2-10]  | Details |
| 3.                               | 7 januari 2018    | ATP Brisbane      | Hardcourt  | Horacio Zeballos     | Henri Kontinen John Peers          | 6-3, 3-6, [2-10]  | Details |
| 4.                               | 9 februari 2020   | ATP Córdoba       | Gravel     | Andrés Molteni       | Marcelo Demoliner Matwé Middelkoop | 3-6, 6-7(4)       | Details |
| gewonnen challengers             |                   |                   |            |                      |                                    |                   |         |
| 1.                               | 19 november 2006  | Guayaquil         | Gravel     | Juan Pablo Brzezicki | Marcel Felder Fernando Vicente     | 1-6, 7-5, 14-12   |         |
| 2.                               | 6 mei 2007        | Naples            | Gravel     | Juan Pablo Brzezicki | Pablo Cuevas Horacio Zeballos      | 6-1, 6-7(4), 10-8 |         |
| 3.                               | 20 april 2008     | Florianópolis     | Gravel     | Adrian Garcia        | Thomaz Bellucci Bruno Soares       | 6-2, 6-0          |         |
| 4.                               | 14 september 2008 | Quito             | Gravel     | Hugo Armando         | Ricardo Mello Caio Zampiero        | 7-5, 6-2          |         |
| 5.                               | 12 oktober 2008   | Asuncion          | Gravel     | Alejandro Fabbri     | Martín García Mariano Hood         | 6-4, 7-5          |         |
| 6.                               | 11 januari 2009   | São Paulo-1       | Hardcourt  | Carlos Berlocq       | Horacio Zeballos Mariano Hood      | 7-6(1), 6-3       |         |
| 7.                               | 3 mei 2009        | Tunis             | Gravel     | Brian Dabul          | Johan Brunström Jean-Julien Rojer  | 6-4, 7-6 (6)      |         |
| 8.                               | 30 oktober 2016   | Lima              | Gravel     | Sergio Galdós        | Ariel Behar Gonzalo Lama           | 6-2, 7-6 (7)      |         |

## Resultaten grote toernooien
| Legenda | Legenda                          |
| ------- | -------------------------------- |
| g.t.    | geen toernooi gehouden           |
| l.c.    | lagere categorie                 |
| –       | niet deelgenomen                 |
| G       | uitgeschakeld in de groepsfase   |
| 1R      | uitgeschakeld in de eerste ronde |
| 2R      | uitgeschakeld in de tweede ronde |
| 3R      | uitgeschakeld in de derde ronde  |
| 4R      | uitgeschakeld in de vierde ronde |
| KF      | uitgeschakeld in de kwartfinale  |
| HF      | uitgeschakeld in de halve finale |
| F       | de finale verloren               |
| W       | het toernooi gewonnen            |
| w-v     | winst/verlies-balans             |

### Enkelspel
| grandslamtoernooien  |      |      |      |    |      |      |      |     |      |      |      |      |
| Australian Open      | –    | 1R   | 1R   | 1R | 1R   | 2R   | 2R   | 1R  | –    | 2R   | 2R   | 1R   |
| Roland Garros        | 2R   | 3R   | 3R   | 3R | 1R   | 3R   | 3R   | 1R  | –    | 1R   | 4R   | –    |
| Wimbledon            | 2R   | 1R   | –    | 1R | 2R   | 4R   | 3R   | 1R  | –    | 1R   | 2R   | g.t. |
| US Open              | 2R   | 1R   | –    | 3R | 2R   | 3R   | 1R   | –   | 3R   | 1R   | 1R   | 1R   |
| ATP Masters 1000     |      |      |      |    |      |      |      |     |      |      |      |      |
| Indian Wells         | –    | 1R   | –    | 2R | 3R   | –    | –    | 3R  | –    | 4R   | 2R   | g.t. |
| Miami                | –    | 1R   | –    | 1R | 1R   | –    | 3R   | 1R  | –    | 2R   | 3R   | g.t. |
| Monte Carlo          | –    | –    | –    | –  | –    | –    | –    | –   | –    | –    | –    | g.t. |
| Madrid               | –    | 2R   | –    | –  | –    | –    | 3R   | 1R  | –    | 3R   | –    | g.t. |
| Rome                 | –    | 1R   | –    | –  | –    | –    | 2R   | 1R  | –    | 1R   | –    | –    |
| Montreal/Toronto     | 2R   | 1R   | –    | –  | –    | –    | 2R   | –   | –    | –    | –    | g.t. |
| Cincinnati           | –    | –    | –    | –  | –    | –    | 1R   | –   | –    | –    | –    | –    |
| Shanghai             | –    | –    | –    | –  | –    | 2R   | 2R   | –   | –    | 1R   | –    | g.t. |
| Parijs               | –    | –    | –    | –  | –    | 1R   | 2R   | –   | –    | –    | –    | –    |
| olympisch            |      |      |      |    |      |      |      |     |      |      |      |      |
| Olympische Spelen    | g.t. | g.t. | g.t. | –  | g.t. | g.t. | g.t. | –   | g.t. | g.t. | g.t. | g.t. |
| statistieken         |      |      |      |    |      |      |      |     |      |      |      |      |
| totaal aantal titels | 0    | 0    | 0    | 0  | 0    | 1    | 0    | 0   | 1    | 0    | 0    | 0    |
| eindejaarsranking    | 75   | 94   | 78   | 71 | 94   | 28   | 35   | 139 | 52   | 56   | 92   | 135  |

### Dubbelspel
| grandslamtoernooien  |      |      |      |     |      |      |      |     |      |      |      |      |
| Australian Open      | –    | 3R   | 1R   | 2R  | 1R   | 1R   | 2R   | 1R  | –    | 2R   | HF   | 2R   |
| Roland Garros        | –    | 2R   | –    | 1R  | 1R   | 1R   | 1R   | 2R  | –    | 3R   | 1R   | 2R   |
| Wimbledon            | 1R   | 2R   | –    | 1R  | 1R   | 1R   | 1R   | 1R  | –    | 3R   | 2R   | g.t. |
| US Open              | 1R   | 2R   | –    | 2R  | 1R   | KF   | KF   | –   | 3R   | 2R   | KF   | –    |
| ATP Masters 1000     |      |      |      |     |      |      |      |     |      |      |      |      |
| Indian Wells         | –    | –    | –    | –   | –    | –    | –    | 2R  | –    | –    | –    | g.t. |
| Miami                | –    | –    | –    | –   | –    | –    | 1R   | 1R  | –    | 2R   | –    | g.t. |
| Monte Carlo          | –    | –    | –    | –   | –    | –    | –    | –   | –    | –    | –    | g.t. |
| Madrid               | –    | –    | –    | –   | –    | –    | 1R   | 2R  | –    | –    | –    | g.t. |
| Rome                 | –    | –    | –    | –   | –    | –    | 1R   | –   | –    | 2R   | –    | –    |
| Montreal/Toronto     | –    | –    | –    | –   | –    | –    | –    | –   | –    | –    | –    | g.t. |
| Cincinnati           | –    | –    | –    | –   | –    | –    | –    | –   | –    | –    | –    | –    |
| Shanghai             | –    | –    | –    | –   | –    | 1R   | 1R   | –   | –    | –    | –    | g.t. |
| Parijs               | –    | –    | –    | –   | –    | –    | –    | –   | –    | –    | –    | –    |
| olympisch            |      |      |      |     |      |      |      |     |      |      |      |      |
| Olympische Spelen    | g.t. | g.t. | g.t. | –   | g.t. | g.t. | g.t. | –   | g.t. | g.t. | g.t. | g.t. |
| statistieken         |      |      |      |     |      |      |      |     |      |      |      |      |
| totaal aantal titels | 0    | 0    | 1    | 0   | 0    | 0    | 0    | 0   | 0    | 0    | 0    | 0    |
| eindejaarsranking    | 162  | 99   | 213  | 170 | 413  | 70   | 85   | 120 | 155  | 75   | 61   | 102  |